# Stein (Heraldik)
Der Stein in der Heraldik ist eine gemeine Figur und wird überwiegend mit anderen Wappenfiguren kombiniert im Schild dargestellt. Die Wappenfigur Kranich ist an einem Stein in der Kralle des gehobenen Vogelbeins erkennbar. Mit Stein wurden in der Vergangenheit auch die Schindeln bezeichnet. 
Die Darstellungen des Steines im Wappen zeigen die unterschiedlichen Möglichkeiten. 
Einmal wird der Ziegelstein, einzeln, in kleinen Stapeln, als aufgeschichtet als Treppe oder bis zu Bauwerken im Wappen gezeigt. Die Tingierung ist in allen heraldischen Farben bekannt.
Eine andere Darstellung beschränkt sich überwiegend auf einen unregelmäßigen Kreis in Form eines größeren Punktes mit strukturierter Oberfläche. Die Tingierung ist hier vorherrschend Gold und Silber, aber andere heraldische Tinkturen sind möglich. Mehrere Steine im Schild werden nach den heraldischen Regeln zum Beispiel 2:1; 1:2 oder balkenweis, pfahlweis und schrägrechts und -links gestellt. Diese Steindarstellung ähnelt denen der Kugeln in der Heraldik.
Weitere Anordnung ist die für Hünengräber oder Dolmen sich herausgebildete Wappenform verbreitet. Auf zwei oder drei kleineren senkrecht stehenden Steinen liegt ein größerer als sogenannte Deckplatte auf.
Einzelne Felsen oder Gruppen von den natürlichen Felsen und Steinhaufen in naturalistischer Form und Farbe werden auch verwendet, aber diese sind aus neuerer Zeit und werden oft als unheraldisch eingestuft. Die Beschreibung und das Aufreißen dieser Wappen durch den Wappenzeichner birgt die Gefahr, dass diese Wappenfigur stets Abweichungen erfährt.
Eine seltenere Form der Wappenfigur Stein ist die Kristalldarstellung. Meistens werden drei natürliche Kristalle aus einem „Kristallbett“ leicht schräg nach dem Schildhaupt strebend im Wappen gezeigt. Auch ist nur ein Kristall in der Form eines regelmäßigen Polyeders (z. B.: spitzegestellter  Hexaeder, Oktaeder usw.) im Wappenfeld eine Steindarstellung. Ein möglicher  Strahlenkranz kann die Wappenfigur umgeben. Lange säulenartige Kristalle lassen sich wie Speichen eines Rades anordnen. Bei der Beschreibung ist alles anzuführen, um die Wappenfigur eindeutig zu machen.

Beispiele
Burlioncourt Steine in Kugelform
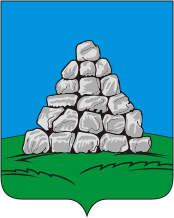
Opotschka Natürl. Steinhaufen
Leezen (Mecklenburg) Dolmen
Bösel Ziegelsteine
Pierrafortscha Zwei natürl. Steine
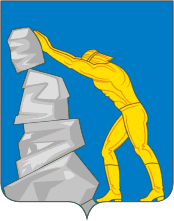
Bakal Steinwand aus Felsen
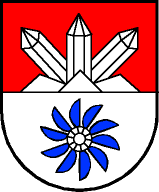
Uttendorf (Salzburg) Kristalle
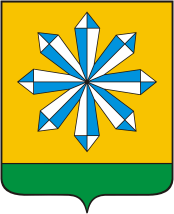
Skoropuskowski Säulenkristalle in Radform